# Dipterygina nocturna
Dipterygina nocturna là một loài bướm đêm trong họ Noctuidae.